# AEC (pantserwagen)

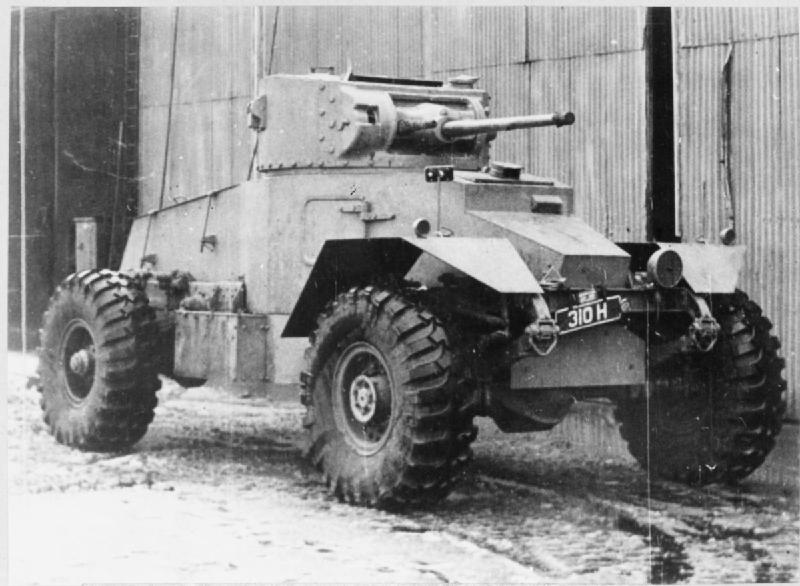
AEC Mk I Armoured Car.

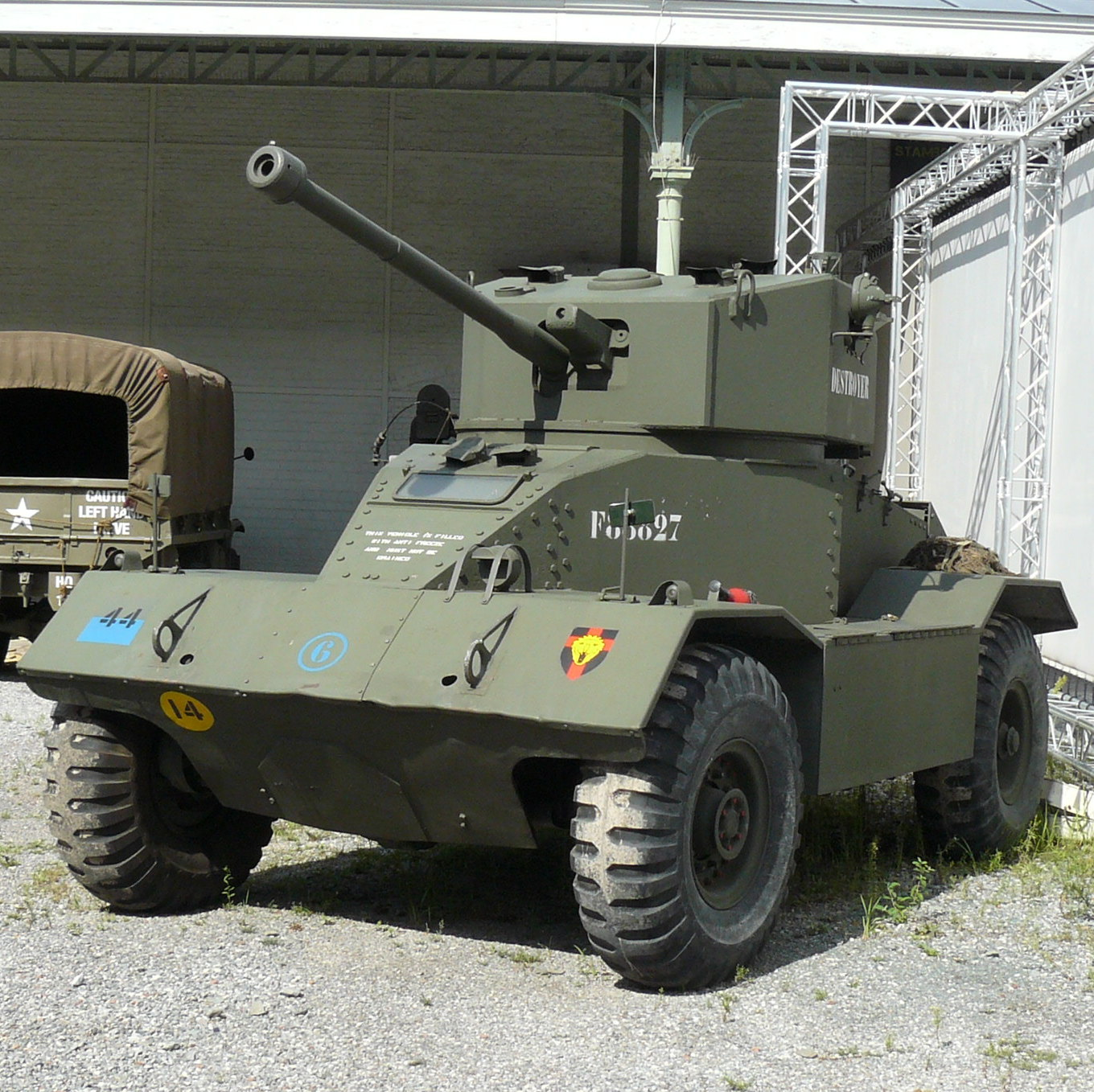
AEC Pantserwagen in het militair museum te Brussel.

De AEC Pantserwagen was een serie pantserwagens gebouwd door de Engelse vrachtwagenproducent Associated Equipment Company voor de Britse krijgsmacht in de Tweede Wereldoorlog. In totaal zijn 629 exemplaren van dit voertuig gebouwd in drie versies.

## Geschiedenis
AEC was een Britse fabrikant van vrachtwagens en autobussen. De AEC Matador was reeds in productie genomen als artillerietrekker voor het Britse leger. Het bedrijf nam zelf het initiatief om het chassis van de Matador te gebruiken voor de ontwikkeling van een pantserwagen. Het leger bestelde het voertuig en in 1941-1943 werden er 629 exemplaren gebouwd.

## Beschrijving
Het chassis van de AEC Matador diende als basis voor het ontwerp. Het pantservoertuig had aandrijving op alle wielen (4x4), maar op wegen kon de aandrijving op de achterwielen worden uitgeschakeld. De eerste versie was uitgerust met een 6 cilinder AEC dieselmotor, met een vermogen van 105 pk. Gezien het hoge totaalgewicht kreeg de Mk II en Mk III een zwaardere versie met een vermogen van 158 pk. De bemanning van de Mk I bestond uit een commandant, bestuurder en schutter, voor de Mk I en Mk III werd een vierde bemanningslid toegevoegd, een lader.

## Versies
AEC heeft uiteindelijk drie versies van het voertuig gebouwd. De belangrijkste verschillen waren de motor en, mede door de ontwikkeling van de Duitse tanks, een zwaardere bewapening.
- Mk I - dit voertuig kreeg de oorspronkelijke geschutskoepel van de Britse Valentine tank. Het was bewapend met een 2-pondskanon, een antitankkanon van 40 mm. Van deze versie zijn circa 130 exemplaren gebouwd.
- Mk II - Deze had een zwaarder 6-pondskanon (57 mm) en werd met een sterkere dieselmotor van 158 pk, uitgerust.
- Mk III – Goed vergelijkbaar met de Mk II, maar nu uitgevoerd met een 75 mm-kanon.

Ten slotte werd ook een luchtafweerkanon geplaatst op het voertuig, maar deze is nooit in productie genomen. De geallieerden hadden inmiddels de Duitse luchtmacht zodanig gereduceerd dat deze versie niet meer noodzakelijk was.
Naast de hoofdbewapening had de pantserwagen ook een machinegeweer en rookgranaatwerpers.

## Gebruik
De Mk I werd voor het eerst gebruikt in de Noord-Afrikaanse Veldtocht in 1942. De Mk I en Mk II zijn ook gebruikt in de strijd op Sicilië en Italië. De Mk III versie heeft ook in Noordwest-Europa dienstgedaan. Na de Tweede Wereldoorlog is het voertuig vervangen door de Alvis Saladin.